# ميهايلو ريستيتش
ميهايلو ريستيتش (مواليد 31 أكتوبر 1995) هو لاعب كرة قدم صربي يلعب في مركز الظهير الأيسر في نادي بنفيكا.

## روابط خارجية
- ميهايلو ريستيتش على موقع الاتحاد الدولي (مؤرشف)  (الإنجليزية)
- ميهايلو ريستيتش على موقع الاتحاد الأوربي (الإنجليزية)
- ميهايلو ريستيتش على موقع قاعدة بيانات كرة القدم.إي يو (الإنجليزية)
- ميهايلو ريستيتش على موقع ليكيب (الفرنسية)
- ميهايلو ريستيتش على موقع ناشيونال فوتبول تيمز (الإنجليزية)
- ميهايلو ريستيتش على موقع Soccerbase.com (لاعب) (الإنجليزية)
- ميهايلو ريستيتش على موقع Soccerway.com (الإنجليزية)
- ميهايلو ريستيتش على موقع عالم كرة القدم.نت (الإنجليزية)